# Donaat
Donaat of donatus is de Latijnse spraakkunst voor scholen en wordt zo genoemd naar Aelius Donatus, een beroemd Romeins taalleraar in de 4e eeuw.
Het woord werd tot de 15e eeuw gebruikt als benaming van elke Latijnse spraakleer voor eerstbeginnenden.